# Affonso Celso Pastore
Affonso Celso Pastore (São Paulo, 19 de junho de 1939 – São Paulo, 21 de fevereiro de 2024) foi um economista brasileiro. Formado em economia na Universidade de São Paulo, onde também fez seu doutorado, com o título "Resposta da produção agrícola aos preços no Brasil", de 1968.
Atuou como professor da USP, INSPER e da Fundação Getúlio Vargas, no Rio de Janeiro, e foi consultor na área de economia.
Foi secretário da Fazenda do estado de São Paulo de 1979 a 1983, e presidente do Banco Central do Brasil de 1983 a 1985, durante a ditadura militar brasileira.
Escreveu diversos artigos e livros. Tem uma obra extensa sobre câmbio e inflação.

## Biografia
De origem italiana, Pastore formou-se em 1961, em economia, na Faculdade de Ciências Econômicas e Administrativas da Universidade de São Paulo (FEA-USP). Durante sua graduação, foi presidente do Centro Acadêmico Visconde de Cairu (1959). Em 1969, titulou-se doutor em economia na mesma instituição.
Em 1968, integrou a delegação do governo brasileiro na reunião do Fundo Monetário Internacional (FMI), realizada em Washington.
Em 1979, durante a gestão do governador Paulo Maluf, assumiu o cargo de secretário dos Negócios da Fazenda de São Paulo. Em janeiro de 1983, eximiu-se de responder pelo estouro no orçamento do estado causado pelos gastos da Paulipetro, e em março, deixou a Secretaria da Fazenda.
Foi aluno de Delfim Netto, o que rendeu o apelido de "Delfim boy", junto a outros ex-alunos. Em 1983, Delfim, então ministro do Planejamento, convidou Pastore a ser presidente do Banco Central do Brasil, cargo que aceitou e exerceu durante os dois anos seguintes de ditadura militar no país.